# Элементарная математика
Элементарная математика — несколько неопределённое понятие, охватывающее те разделы математики, которые изучаются в средней школе. Как правило это арифметика, алгебра (элементарная), геометрия (элементарная) и тригонометрия (прямолинейная). В отличие от элементарной математики, математику, изучаемую в высших учебных заведениях, называют высшей.

## Преподавание элементарной математики в России
В России обучение математике начинается с первого класса. В начальной школе изучается арифметика, то есть правила оперирования с числами. С 7 класса начинается разделение обучения математики на алгебру и геометрию, которая в свою очередь подразделяется на планиметрию и стереометрию. На уроках изучаются задания с модулями, формулы сокращённого умножения.
В старших классах в России даются элементы анализа и теории элементарных функций, в частности проходится исследование функций. С 1970-х усиливается влияние идей проникновения «современной математики» в школу.